# Aethalura intertexta
Aethalura intertexta là một loài bướm đêm trong họ Geometridae.